# The General (film 1917)
The General è un cortometraggio muto del 1917 diretto da Arthur D. Hotaling (Arthur Hotaling) e prodotto dalla Essanay di Chicago.

## Produzione
Il film fu prodotto dalla Essanay Film Manufacturing Company.

## Distribuzione
Distribuito dalla General Film Company, il film - un cortometraggio di una bobina - uscì nelle sale cinematografiche USA il 1º  dicembre 1917.